# Boris Galcev
Boris Galchev (în bulgară Борис Галчев) (n. 31 octombrie 1983, Razlog, Bulgaria) este un fotbalist bulgar care evoluează la clubul Dinamo București pe postul de mijlocaș.

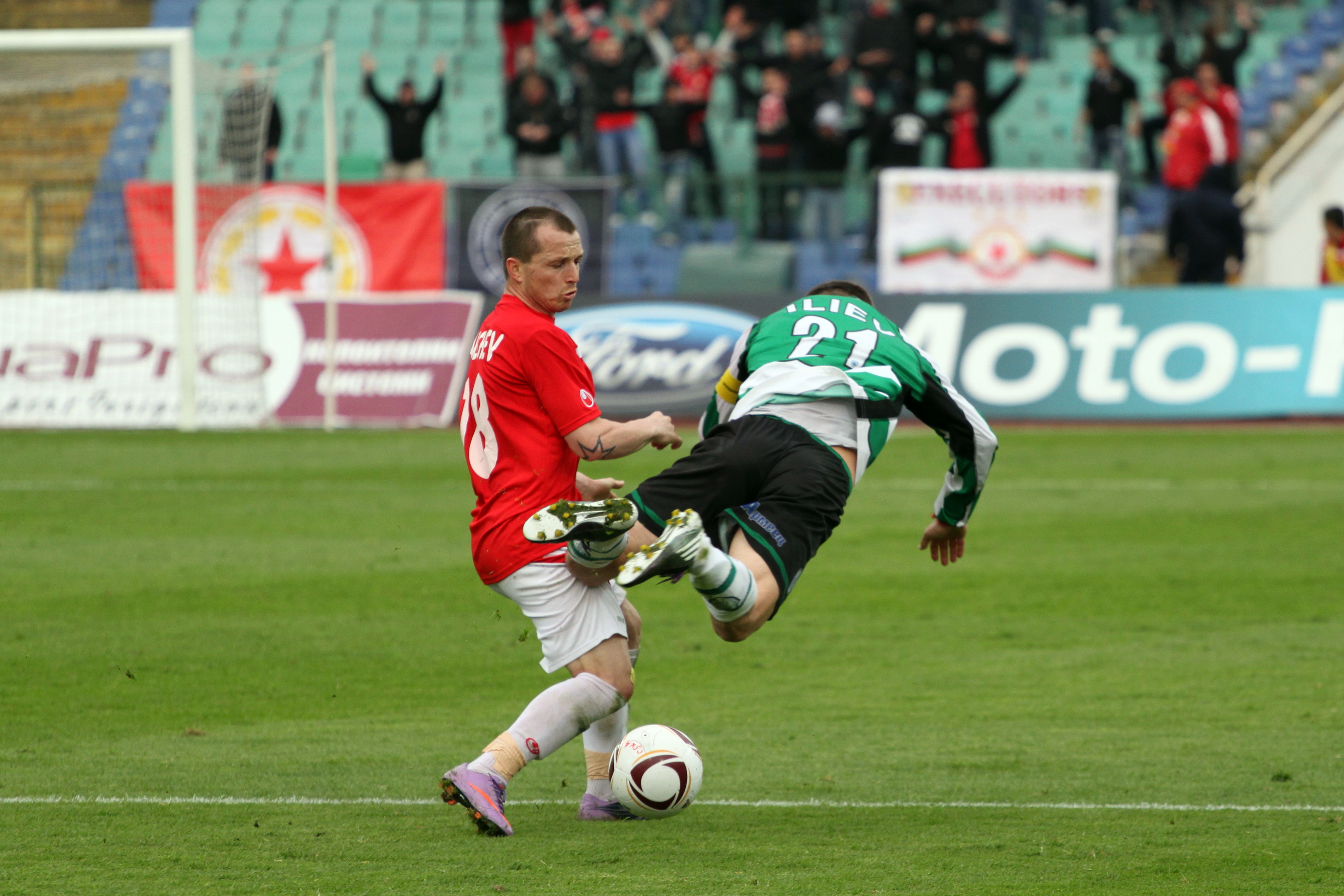
Galchev contra căpitanului lui Cernomoreţ, Georgi Iliev, în sferturile de finală ale Cupei Bulgariei